# Ellen Crawford
 (décembre 2013).
Si vous disposez d'ouvrages ou d'articles de référence ou si vous connaissez des sites web de qualité traitant du thème abordé ici, merci de compléter l'article en donnant les références utiles à sa vérifiabilité et en les liant à la section « Notes et références ».
Ellen Crawford, également connue sous le nom d'Ellen Genovese, (née le 29 avril 1951 à Normal, en Illinois, États-Unis) est une actrice américaine.

## Biographie
Née à Normal, en Illinois, Ellen Crawford est diplômée du Collège des beaux-arts de l'Université Carnegie Mellon en 1975.
Elle a joué le rôle d'Edith, dans The Man from Earth. Elle a également joué infirmière Lydia Wright dans la série télévisée Urgences de 1994 à 2003, puis en 2009 pour la finale de la série. 
Entre 2009 et 2010, elle a également joué en tant que vedette invitée dans la saison 6 de la série Desperate Housewives où elle interprétait le rôle d'Iris Beckley.  
Elle s'est aussi produite sur scène, plus récemment comme Nora Melody dans « A Touch of the Poet » d'Eugene O'Neill, au Friendly Fire Theatre à New York. Crawford a également fait quelques apparitions en 2010 dans la comédie dramatique Desperate Housewives.
Elle est mariée avec l'acteur Mike Genovese. La fiction a rejoint la réalité pour le couple : dans Urgences, Genovese incarne l'agent Alfred Grabarsky, avec qui l'infirmière Wright (jouée par Crawford) se marie au cours de la troisième saison de l'émission.
Elle joue actuellement sur scène au Utah Shakespeare Festival, à Cedar City dans l'Utah. Elle y incarne Mme Bennett dans « Orgueil et Préjugés » et Miss Havisham dans « Great Expectations ».

## Filmographie
1984 : Arabesque (TV) : Muriel (1 épisode)
- 1989 : La Guerre des Roses (The War of the Roses) de Danny DeVito : une infirmière des urgences
- 1990 : Madame est servie (TV) : Professeur Wallace (1 épisode)
- 1992 : Les contes de la crypte (TV) : Dorothy Chalmers (1 épisode)
- 1994-2003, 2009 : Urgences (TV) : Lydia Wright (113 épisodes)
- 2000-2001 : 7 à la maison (TV) : Mme Pierce (2 épisodes)
- 2007 : The Man from Earth : Edith
- 2009-2010 : Desperate Housewives (TV) : Iris Beckley (saison6, épisodes 17 et 18)
- 2012 : Grey's Anatomy (TV) : Carrie Reisler (1 épisode)
- 2017 : Bienvenue à Suburbicon : Eillen
- 2017 : The Man from Earth: Holocene : Edith